# Skrajna Rywocińska Przełęcz
Skrajna Rywocińska Przełęcz (słow. Predné Studené sedlo, Predné Studenovodské sedlo, niem. Vordere Kohlbachtalscharte, węg. Elülső Tarpataki csorba) – przełęcz położona na wysokości ok. 1780 m n.p.m. znajdująca się w grani Rywocin (fragmencie Zimnowodzkiej Grani) w słowackiej części Tatr Wysokich. Oddziela ona Pośrednią Rywocińską Turnię od Skrajnej Rywocińskiej Turni. Na jej siodło nie prowadzą żadne znakowane szlaki turystyczne, jest dostępna jedynie dla taterników.
Dawna nazwa Skrajnej Rywocińskiej Przełęczy to przełęcz Zniżki.
Pierwsze wejścia turystyczne:
- Alfred Martin, 21 lipca 1907 r. – letnie,
- Gyula Komarnicki, Valter Delmár i 17 żołnierzy, w latach 1915-1920 r. – zimowe.